# Mirosław Krachulec
Mirosław Józef Krachulec (ur. 19 marca 1952, zm. 16 marca 2020) – polski kierowca rajdowy i wyścigowy.

## Biografia
Karierę kierowcy rajdowego rozpoczął w 1975 roku od startów Polskim Fiatem 126p. W 1977 roku zajął dziewiąte miejsce w gr. II kl. 1-2, jak również grupie I kl. PF126p. W sezonie 1980 m.in. zajął ósme miejsce w klasyfikacji generalnej Rajdu Wisły oraz dziesiąte w Rajdzie Elmot, został ponadto mistrzem gr. II kl. 1-3. Rok później zmienił samochód na Ładę. W 1982 roku zajął trzecie miejsce w klasyfikacji gr. II kl. 8. W sezonie 1983 był natomiast czwarty w gr II kl. 4-7. W trakcie sezonu 1984 zmienił pojazd na Forda Escorta RS2000, co zaowocowało trzecim miejscem w gr. B ponad 1600, za Marianem Bublewiczem i Adamem Polakiem. W 1985 roku był siódmy w kl. B-22, a w 1986 – czwarty w kl. B-31. W 1988 roku rozpoczął rywalizację Mazdą 323 4WD. Zajął w tamtym sezonie trzy miejsca na podium i zdobył tytuł II wicemistrza Polski w klasyfikacji ogólnej. W sezonie 1989 wygrał swój pierwszy rajd klasyfikacji mistrzostw Polski (Rajd Warszawski), zdobył łącznie trzy podia i został wicemistrzem kraju. W roku 1990 zajął jedenaste miejsce w klasyfikacji, wygrał za to kl. N-04. W sezonie 1991 był trzeci w kl. N-04.
Po 1991 roku zarzucił rajdy na poziomie mistrzostw Polski, angażując się za to – od 1993 roku – w wyścigi i wyścigi górskie. Początkowo używał Estonii 25. W sezonie 1993 zajął dziewiąte miejsce w kl. E1 WSMP oraz gr. E GSMP. W 1994 roku ścigał się w klasie Formuły Easter, kończąc sezon na trzynastej pozycji. Był także wicemistrzem kl. E1 GSMP. W sezonie 1995 rozpoczął korzystanie z Eufry 391, którą rywalizował w klasie E-2000. Zajął wówczas szóste miejsce w klasyfikacji końcowej. W wyścigach górskich natomiast był siódmy. W sezonie 1996 zajął drugie miejsce w Kamieniu Śląskim, a na koniec sezonu był dziewiąty. W GSMP zajął z kolei ósme miejsce. Rok 1997 był jego ostatnim w Polskiej Formule 3. Zdobył wówczas trzy podia, a w klasyfikacji końcowej był czwarty. Kontynuował jednakże uczestnictwo w wyścigach górskich. W 1997 roku zajął piąte miejsce w klasyfikacji końcowej. W 1998 roku rozpoczął korzystanie z samochodu PRC Argo, napędzanego silnikiem Alfa Romeo. Zajął wówczas ósme miejsce w gr. E. W sezonie 2000 wygrał trzy wyścigi i został mistrzem kraju.
W 2006 roku został prezesem Automobilklubu Częstochowskiego. W roku 2008 zrezygnował z tej funkcji.

## Wyniki w Polskiej Formule 3
| Legenda oznaczeń w tabelach wyników Wyświetl szablon na nowej stronie | Legenda oznaczeń w tabelach wyników Wyświetl szablon na nowej stronie                                                                     |
| Oznaczenie                                                            | Wyjaśnienie |
| --------------------------------------------------------------------- | --- |
| Złoty                                                                 | Zwycięzca lub mistrzostwo |
| Srebrny                                                               | 2. miejsce lub wicemistrzostwo |
| Brązowy                                                               | 3. miejsce lub II wicemistrzostwo |
| Zielony                                                               | Ukończył, punktował (w klasyfikacji generalnej, gdy zdobył co najmniej jeden punkt na przestrzeni sezonu, poza trzema powyższymi opcjami) |
| Niebieski                                                             | Ukończył, nie punktował (w klasyfikacji generalnej, gdy nie zdobył co najmniej jednego punktu na przestrzeni sezonu)                      |
| Czerwony                                                              | Nie zakwalifikował się (NZ) |
| Czerwony                                                              | Nie prekwalifikował się (NPK) |
| Różowy                                                                | Nie ukończył (NU) |
| Różowy                                                                | Niesklasyfikowany (NS) (w klasyfikacji generalnej, gdy nie został sklasyfikowany w żadnym wyścigu sezonu)                                 |
| Czarny                                                                | Zdyskwalifikowany (DK) |
| Czarny                                                                | Wykluczony (WYK/EX) |
| Biały                                                                 | Nie wystartował (NW) |
| Biały                                                                 | Kontuzjowany (K/INJ) |
| Biały                                                                 | Wyścig odwołany (OD/C) |
| Bez koloru                                                            | Został wycofany (WYC/WD) |
| Bez koloru                                                            | Nie przybył (NP/DNA) |
| Bez koloru                                                            | Nie brał udziału w treningach (NT/DNP) |
| Bez koloru                                                            | Nie został zgłoszony (–) |
| Pogrubienie                                                           | Start z pole position |
| Kursywa                                                               | Najszybsze okrążenie wyścigu |
| †                                                                     | Nie ukończył, ale jego rezultat został zaliczony ze względu na przejechanie więcej niż 90% dystansu wyścigu.                              |
| *                                                                     | Sezon w trakcie |
| 1/2/3                                                                 | Punktowana pozycja w sprincie kwalifikacyjnym                                                                                             |
| Lista systemów punktacji Formuły 1                                    | |

| Rok  | Zespół                      | Samochód  | Silnik | Wyniki w poszczególnych eliminacjach | Wyniki w poszczególnych eliminacjach | Wyniki w poszczególnych eliminacjach | Wyniki w poszczególnych eliminacjach | Wyniki w poszczególnych eliminacjach | Wyniki w poszczególnych eliminacjach | Wyniki w poszczególnych eliminacjach | Wyniki w poszczególnych eliminacjach | Pkt. | Msc. |
| ---- | --------------------------- | --------- | ------ | ------------------------------------ | ------------------------------------ | ------------------------------------ | ------------------------------------ | ------------------------------------ | ------------------------------------ | ------------------------------------ | ------------------------------------ | ---- | ---- |
| 1995 |                             |           |        | Polska                               | Polska                               | Polska                               | Polska                               | Polska                               | Polska                               | Polska                               |                                      | 48   | 6    |
| 1995 | Automobilklub Częstochowski | Eufra 391 | Mugen  | 3                                    | 5                                    | 7                                    | 6                                    | 5                                    | 8                                    | -                                    |                                      | 48   | 6    |
| 1996 |                             |           |        | Polska                               | Polska                               | Polska                               | Polska                               | Polska                               | Polska                               |                                      |                                      | 21   | 9    |
| 1996 | Automobilklub Częstochowski | Eufra 391 | Mugen  | 8                                    | -                                    | 2                                    | -                                    | -                                    | -                                    |                                      |                                      | 21   | 9    |
| 1997 |                             |           |        | Polska                               | Polska                               | Polska                               | Polska                               | Polska                               | Polska                               | Polska                               | Polska                               | 59   | 4    |
| 1997 | Automobilklub Częstochowski | Eufra 391 | Mugen  | NW                                   | 3                                    | 3                                    | 5                                    | NU                                   | 2                                    | -                                    | 4                                    | 59   | 4    |